# Bitwa pod Nikopolis (1396)
Bitwa pod Nikopolis – bitwa stoczona 25 września 1396, pomiędzy wojskami chrześcijańskimi a armią turecką, w czasie krucjaty antytureckiej zorganizowanej przez króla Węgier Zygmunta Luksemburskiego. Starcie zakończyło się całkowitym zwycięstwem Turków i doprowadziło do zajęcia przez nich reszty ziem bułgarskich.

## Organizacja krucjaty
Po pokonaniu Serbów nad Maricą w roku 1371 i na Kosowym Polu w roku 1389 Turcy osmańscy podporządkowali Bułgarów (1393) i osiągnęli dominację na Bałkanach.
W tej sytuacji zagrożone zostały bezpośrednio Węgry. Król Zygmunt Luksemburski postanowił dokonać wyprzedzającego ataku i zwrócił się o pomoc do monarchów chrześcijańskich. Na nową krucjatę wyruszyli rycerze z Francji i Burgundii (2 tys.) oraz innych państw (Niemcy, Anglia, Włochy, Czechy, Polska), których orszaki połączyły się z 5 tysięczną armią węgierską. Ponadto kilka tysięcy ludzi przyprowadził sojusznik – hospodar wołoski. Wojska były wspomagane przez flotę wenecką. W sumie siły chrześcijańskie liczyły 10–15 tysięcy ludzi.
Na wieść o zgromadzeniu się sił chrześcijańskich w Budzie, sułtan osmański Bajazyd I odstąpił od oblężenia Konstantynopola i wyruszył na spotkanie krzyżowców. Prowadził ze sobą około 15–20 tysięcy ludzi, w tym 6 tysięcy regularnej jazdy (sipahów), 3 tysiące wyborowej piechoty (janczarów) i znaczny kontyngent serbski.
Armia krzyżowców w trakcie przemarszu wzdłuż Dunaju wzięła szturmem kilka miast i obległa Nikopolis – największą twierdzę naddunajską. W miejscu tym doszło do spotkania obu armii.

## Bitwa
Obie strony dysponowały pewnymi atutami. Wojska tureckie były znacznie lepiej zorganizowane i bardziej zdyscyplinowane niż chrześcijanie, natomiast składały się w dużej mierze z gorzej uzbrojonych żołnierzy. Kluczową sprawą było jednak dowodzenie krzyżowców – Francuzi (w tym i Burgundczycy) nie uznawali zwierzchności Zygmunta Luksemburskiego i samowolnie podejmowali decyzje. Wynikało to z m.in.: porywczości, arogancji oraz lekceważącej pogardy dla węgierskich sojuszników i tureckich wrogów. Byli zarozumiali i pewni siebie do tego stopnia, iż twierdzili, że „końcami swoich kopii utrzymają spadające na ziemię niebo”.
Z kolei wszyscy, bez wyjątku, lekceważyli hospodara mołdawskiego, który od początku kampanii doradzał daleko posuniętą ostrożność w działaniach i przyjęcie strategii defensywnej, albo też jedną szybką, zdecydowaną ofensywę w kierunku co najmniej Sofii (lub nawet Konstantynopola) i niemarnowanie czasu na zdobywanie mniejszych twierdz po drodze.
Rano 25 września 1396 r. Francuzi, butnie odmówiwszy propozycji króla Węgier, by najpierw lekka piechota „oczyściła” teren bitwy, wyszli w pole i uderzyli na Turków, zanim Zygmunt Luksemburski uszykował pozostałe wojska. Francuzi oświadczyli, że nie po to szli taki szmat drogi, żeby teraz iść do boju za jakąś zgrają chłopów – honor nie pozwalał rycerzom kryć się za kimś w tyle, bo spotkała by ich pogarda ze strony innych przedstawicieli szlachetnie urodzonych. Uważali, że król Węgier znieważa Francuzów i wątpi w ich odwagę.
W pierwszym ataku ciężkozbrojni rycerze rozproszyli lekkozbrojną jazdę turecką, jednak następnie natknęli się na umocnioną piechotę. Nominalnie dowodzący Francuzami hrabia d'Eu, przekonany, że wszystko idzie gładko, planował zarządzić nawet krótki odpoczynek (!) w trakcie walki, ale nie pozwolili mu na to Turcy. W ciężkiej walce szyki Francuzów zostały zdezorganizowane, wielu rycerzy utraciło konie i walczyło pieszo. Wtedy uderzyła na nich jazda turecka i całkowicie ich rozbiła.
Zygmunt Luksemburski nie mógł im pomóc, gdyż wtedy dopiero rozwijał szyki wojsk uznających jego rozkazy. Zanim tego dokonał, sułtan przegrupował swe siły i przygotował się na następny atak. Gdy krzyżowcy uderzyli, historia się powtórzyła – uderzenie na lekkozbrojnych, zatrzymanie się na umocnionej piechocie i rozstrzygająca szarża jazdy osmańskiej. Reszty zniszczenia dokonali sprzymierzeni z sułtanem Serbowie. Chrześcijanie ponieśli całkowitą klęskę i niewielu udało się umknąć – między nimi samemu Zygmuntowi Luksemburskiemu, któremu życie uratował podobno pozostający na jego służbie polski szlachcic Ścibor ze Ściborzyc.
Straty chrześcijan szacowane są na 8 tysięcy zabitych i wziętych do niewoli, zaś wojsk sułtana na kilka tysięcy rannych i zabitych. 

### Skutki
Krucjata zwana nikopolitańską była jedną z największych i zarazem ostatnią międzynarodową wyprawą krzyżową. W przeciwieństwie do poprzednich wypraw, decydująca bitwa odbyła się na ziemiach Europy. Klęska ta uwidoczniła słabość europejskiego rycerstwa i ostatecznie pogrzebała ideę krucjat.